# Elżbieta Morciniec
Elżbieta (właściwie Elke Karin) Morciniec z domu Leuschner (ur. 21 października 1943 we Wrocławiu) – mistrzyni Polski w ujeżdżeniu, polska olimpijka w jeździectwie, trenerka.

## Wykształacenie
Urodzona 21 października 1943 we Wrocławiu, absolwentka miejscowego I Liceum Ogólnokształcącego i Wydziału Filologii Germańskiej UAM w Poznaniu (1968).

## Jeździectwo
Zawodniczka reprezentująca (w latach 1974–1988) klub RLKS Wrocław, specjalizująca się w ujeżdżeniu (trenerzy: Wolfgang Müller Niemcy i Hubert Eichinger Austria). Wielokrotna medalistka mistrzostw Polski w ujeżdżeniu:
- złota w latach 1979, 1982, 1984 (na koniu Frez), 1989 (na koniu Hajmon)[3];
- srebrna w latach 1981, 1983, 1985 (na koniu Frez), 1988 (na koniu Hajmon);
- brązowa w latach 1987 (na koniu Hajmon).

Na igrzyskach olimpijskich w Moskwie wystartowała w konkurencji ujeżdżenia zajmując w konkursie indywidualnym 13. miejsce, a Polska drużyna (partnerami byli: Józef Zagor, Wanda Wąsowska) zajęła 4. miejsce.
Po zakończeniu kariery sportowej podjęła pracę trenera. Odznaczona m.in. srebrnym Medalem za Wybitne Osiągnięcia Sportowe.